# Andriej Błażewicz
Andriej Eduardowicz Błażewicz, ros. Андрей Эдуардович Блажевич (ur. w 1906 r. w Sankt Petersburgu, zm. 16/17 sierpnia 1943 r.) – radziecki funkcjonariusz służb specjalnych, a następnie wojskowy (kapitan), dowódca 2 Rosyjskiego Oddziału Narodowego SS podczas II wojny światowej.
Służył w NKWD, a następnie w Armii Czerwonej, dochodząc do stopnia kapitana. Po ataku wojsk niemieckich na ZSRR 22 czerwca 1941 r., pełnił funkcję szefa sztabu jednego z pułków artylerii. Dostał się do niewoli niemieckiej. Osadzono go w obozie jenieckim w Suwałkach, gdzie współtworzył kolaboracyjny Wojskowy Związek Rosyjskich Nacjonalistów (BSRN), a następnie Narodową Partię Narodu Rosyjskiego (NPRN), na czele której stanął ppłk Władimir W. Gil. Od grudnia 1942 r. dowodził 2 Rosyjskim Oddziałem Narodowym SS, który został sformowany w Stalagu 319 w rejonie Lublina. Po jego połączeniu w marcu 1943 r. z 1 Rosyjskim Oddziałem Narodowym SS w 1 Rosyjski Pułk Narodowy SS, objął funkcję szefa sztabu nowo utworzonego oddziału wojskowego. W nocy z 16 na 17 sierpnia tego roku wraz z kilkunastoma innymi oficerami został zamordowany przez spiskowców, którzy na czele z dowódcą pułku ppłk W. W. Gilem podnieśli bunt przeciwko Niemcom, a następnie przeszli na stronę partyzantów radzieckich.